# تحليل إلى عوامل
في الرياضيات، التحليل إلى عوامل أو التفكيك أو التعميل هو فك دالة كثيرة حدود إلى حاصل ضرب دالتين أو أكثر، ويكون ناتج ضرب هذه الدوال مساوٍ للدالة الأصلية، ونفس الشيء بالنسبة للأعداد والمصفوفات، فعلى سبيل المثال، هذه الحدودية {\displaystyle x^{2}-4} يمكن تحليلها إلى {\displaystyle (x-2)(x+2)}. والعدد {\displaystyle 15} يمكن تحليله إلى {\displaystyle 5\times 3}. وفي جميع هذه الحالات ينتج حاصل ضرب لدوال أو أعداد أو مصفوفات أبسط.

## التفكيك إلى جداء عوامل أولية

### مبرهنة و تعريف
كل عدد صحيح طبيعي {\displaystyle n} (حيث {\displaystyle n\geqslant 2}) يمكن كتابته بكيفية وحيدة الشكل {\displaystyle n=P_{1}^{\alpha _{1}}\times P_{2}^{\alpha _{2}}\times \ ...\ \times P_{k}^{\alpha _{k}}} حيث {\displaystyle P_{1}} و {\displaystyle P_{2}} و {\displaystyle .....} و {\displaystyle P_{k}} أعداد أولية موجبة و مختلفة و {\displaystyle \alpha _{1}} و {\displaystyle \beta } و {\displaystyle ...} و {\displaystyle \alpha _{k}} أعداد صحيحة طبيعية غير منعدمة.
نقول إننا فككنا إلى جداء عوامل أولية.

#### ملاحظة
إذا كان {\displaystyle n\in \mathbb {Z} } حيث {\displaystyle n\leq -2} يكفي تفكيك {\displaystyle -n} للحصول على تفكيك {\displaystyle n}.

### برهان
ليكن {\displaystyle n\in \mathbb {Z} } حيث {\displaystyle n\geq 2}
- إذا كان {\displaystyle n} عددا أوليا فإن {\displaystyle n=p^{\alpha }} ( حيث {\displaystyle p=n} أولي و {\displaystyle \alpha =1})
- إذا كان غير أولي فإنه يقبل أصغر قاسم موجب {\displaystyle q_{1}} و هو عدد أولي أي {\displaystyle n=p_{1}q_{1}}
  - إذا كان {\displaystyle q_{1}} عددا أوليا فإن {\displaystyle n=p_{1}q_{1}} إذن {\displaystyle n} جداء عددين أوليين.
  - إذا كان {\displaystyle q_{1}} غير أولي فإنه يقبل أصغر قاسم موجب {\displaystyle p_{2}} و هو أولي إذن : {\displaystyle p_{1}=p_{2}q_{2}} ومنه {\displaystyle n=p_{1}p_{2}q_{2}}
  - إذا كان {\displaystyle q_{2}} عددا أوليا فإن {\displaystyle n=p_{1}p_{2}q_{2}} وهو جدا أعداد أولية.
  - إذا كان {\displaystyle q_{2}} غير أولي فإنه يقبل أصغر قاسم موجب {\displaystyle p_{3}} أولي ومنه {\displaystyle n=p_{1}p_{2}p_{3}q_{3}}

وهكذا نحصل على متتالية {\displaystyle (q_{n})_{n\geq 1}} لأعداد صحيحة طبيعية بحيث : {\displaystyle 1<...<q_{i}<..<q_{2}<q_{1}<n}. بما أن مجموعة قواسم عدد صحيح طبيعي منتهية، فإنه يوجد عدد صحيح طبيعي {\displaystyle k} بحيث يكون {\displaystyle q_{k}} عددا أوليا و منه {\displaystyle n=p_{1}\times p_{2}\times ...\times p_{k-1}\times p_{k}} نستنتج أن كل عدد صحيح طبيعي {\displaystyle n} حيث {\displaystyle (n\geq 2)} يكتب على الشكل {\displaystyle n=p_{1}\times ...\times p_{k}} (نأخذ {\displaystyle q_{k}=p_{k}}) حيث {\displaystyle p_{1}} و {\displaystyle p_{2}} و {\displaystyle ...} و {\displaystyle p_{k}} أعدادا أولية أولية ليست بالضرورة مختلفة، إذن يمكن كتابة {\displaystyle n} على الشكل {\displaystyle n=p_{1}^{'\alpha _{1}}\times p_{2}^{'\alpha _{2}}\times ....\times p_{s}^{'\alpha _{s}}} (*) حيث {\displaystyle p_{1}^{'}} و {\displaystyle p_{2}^{'}} و {\displaystyle ....} و {\displaystyle p_{s}^{'}} أعداد أولية مثنى مثنى و {\displaystyle \alpha _{1}} و {\displaystyle \alpha _{2}} و {\displaystyle ....} و {\displaystyle \alpha _{s}} أعدادا صحيحة طبيعية غير منعدمة.

## الحدوديات
يتم تفكيك الحدوديات من أجل حلها على شكل معادلات
للتوسع أنظر معادلة حدودية.